# Барзилович Петро Павлович
Петро Павлович Барзилович (25 грудня 1914, Рига — 12 листопада 2009, Суми) — радянський інженер-електромеханік. Лауреат Державної премії СРСР.

## Життєпис
Петро Павлович Барзилович народився 25 грудня 1914 року в Ризі у родині службовців.
1946 року закінчив середню школу у Боромлі. 1953 року — військово-медичний факультет Мінського медичного інституту. 1932 року закінчив робітничий факультет при Педагогічному інституті у місті Донецьк. 1938 року — Донецький індустріальний інститут.
У 1938—1941 роках працював на посадах начальника енергетичного бюро, головного енергетика, головного механіка «Заводу імені 15 років ВЛКСМ» в Донецьку. У 1941—1945 роках — головний механік Карпінського (Свердловська область) та Лаптєвського (Тульська область) машинобудівних заводів, головних механік тресту по відбудові заводів Міністерства вугільної промисловості на Донбасі, головний конструктор проєкту в Мінвуглепромі в Москві. У 1946—1959 роках — головний інженер Конотопського заводу «Червоний металіст». У 1959—1981 роках — директор, а з 1982 року — керівник групи із зовнішньоекономічних зв'язків, інженер-конструктор, старший інженер Сумського заводу електронних мікроскопів.
Нагороджений Сталінською премією 3-го ступеня 1952 року за розробку та впровадження у вугільну промисловість апаратури сигналізації, централізації та блокування для підземного транспорту шахт, небезпечних по газу та пилу був у складі колективу.
Автор понад 50 наукових праць, має 6 авторських свідоцтв. Нагороджений трьома орденами «Трудового Червоного Прапора», «Орденом Леніна», «Орденом Жовтневої Революції», медалями.
Помер 12 листопада 2009 року в Сумах.